# Memorandum SANU
Il cosiddetto Memorandum SANU (in serbo-croato: Меморандум САНУ, conosciuto anche come Grupa akademika SANU o aktuelnim društvenim pitanjima u našoj zemlij, cioè 'il corpo accademico della SANU sulle attuali questioni sociali nel nostro paese') è una bozza di documento, di carattere confidenziale, prodotto da alcuni intellettuali della Accademia serba delle scienze e delle arti (in sigla SANU, Srpska Akademija Nauka i Umetnosti) di Belgrado tra la fine del 1985 e il 1986, e reso noto all'opinione pubblica jugoslava contro la volontà degli autori il 24 e il 25 settembre 1986. Il memorandum destò enorme scandalo politico in tutta la Repubblica Socialista Federale di Jugoslavia, in quanto, nel dare voce a controverse idee di revanscismo serbo, avanzava idee di riorganizzazione dei confini interni della federazione.

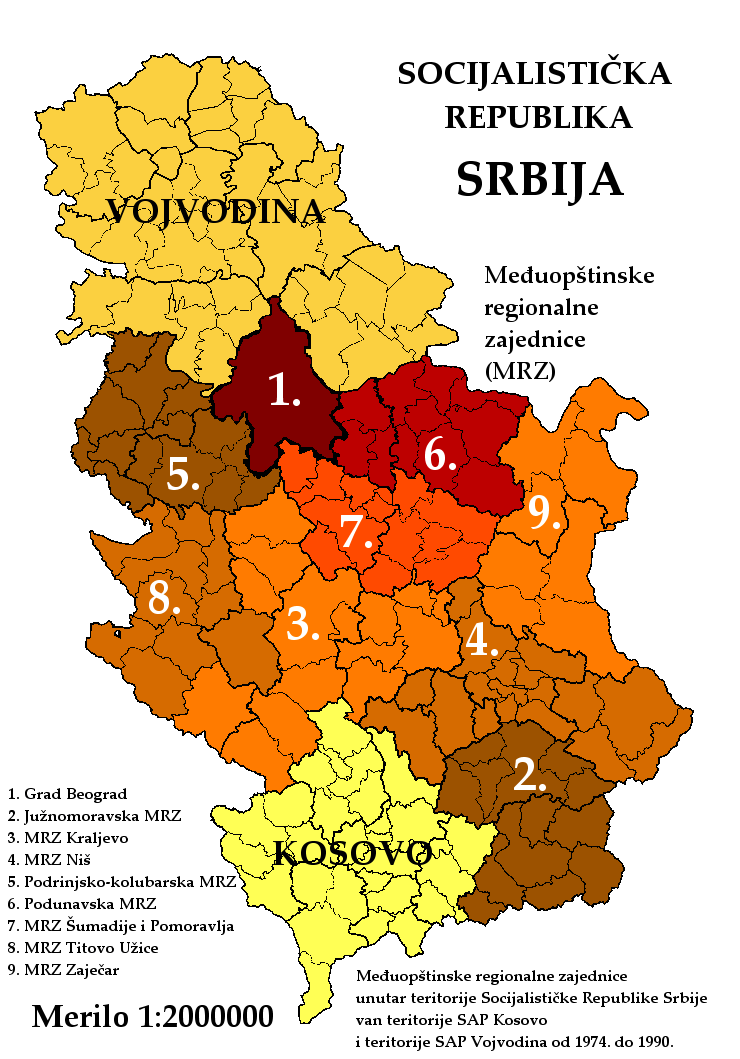
Divisione amministrativa della Repubblica Socialista di Serbia, con le due provincie autonome di Kosovo e Voivodina, nell'assetto derivato dalla Costituzione jugoslava del 1974 e durato fino al 1990

L'apparizione del Memorandum SANU è generalmente considerata un momento chiave nella storia della dissoluzione della Jugoslavia e dello scoppio delle guerre jugoslave.

Situazione della Repubblica Socialista Federale di Jugoslavia prima della dissoluzione. Lo Stato era una federazione di sei repubbliche socialiste (1974-1990):
- 1 = Bosnia-Erzegovina
- 2 = Croazia
- 3 = Macedonia
- 4 = Montenegro
- 5 = Serbia, con le due provincie autonome della Voivodina e del Kosovo
- 6 = Slovenia

## Contesto
Il memorandum apparve nel contesto di un intenso dibattito tra riformisti e conservatori, che vedeva la Lega dei Comunisti di Serbia all'inizio degli anni ottanta tra i partiti più riformisti della federazione. Leader dei riformisti serbi era Ivan Stambolić, presidente della Repubblica serba dal 5 maggio 1985 al 14 dicembre 1987.
Al centro del dibattito era una possibile riforma costituzionale, tesa a risolvere i problemi derivanti dalle propensioni europee (e quindi centrifughe) della Slovenia, dai timori della Croazia di una federazione centralizzata e a guida serba, dal difficile rapporto tra la Serbia e le province autonome della Voivodina e del Kosovo. I conservatori guardavano con sospetto ad ogni modifica in chiave liberale dell'assetto istituzionale, segnatamente al multipartitismo.
Nel 1984 l'intellettuale serbo dissidente Dobrica Ćosić (espulso dalla Lega dei Comunisti di Serbia nel 1968 per aver sostenuto che il federalismo jugoslavo impediva la modernizzazione del Paese) aveva sollecitato la SANU a prendere posizione sui temi di rilievo nazionale. Ćosić era riuscito a far convergere sulle proprie posizioni il filosofo serbo Mihailo Marković, suo amico personale e vicino di casa, che faceva capo al movimento legato al periodico marxista Praxis (bandito dal partito nel 1976). I due erano al vertice delle due più importanti comunità intellettuali di Belgrado. Gli intellettuali legati a Praxis erano fautori di un socialismo umanista: simpatia nei loro confronti era espressa da circoli di sinistra in Europa e negli Stati Uniti d'America. Ćosić e Marković fondarono nel 1984 un Comitato per la difesa della libertà di pensiero e di stampa, in risposta all'arresto di Vojislav Šešelj, all'epoca sconosciuto ricercatore universitario, che difendeva l'idea di una divisione della Bosnia-Erzegovina.
Nel maggio 1985 Stambolić aveva a sua volta sollecitato la Presidenza della Lega dei Comunisti di Jugoslavia a discutere della posizione del Kosovo per la prima volta dai moti del 1981.
Del 1985 è il rapporto della Commissione Vrhovec (dal nome del suo presidente, il croato Josip Vrhovec), una commissione costituzionale istituita dal partito centrale (nei cui vertici dominano i conservatori).
Nel gennaio 1986, più di duecento intellettuali di Belgrado, tra cui trentaquattro accademici e sei generali in pensione, firmarono una petizione contenente dure accuse verso le autorità. La base di questa petizione era una lista di rimostranze firmata da duemila serbi del Kosovo (ispirata e in parte redatta da Ćosić, secondo quanto egli stesso riconobbe), a giudizio dei quali le autorità jugoslave stavano silenziosamente accettando una graduale cessione del Kosovo all'Albania di Ramiz Alia.
L'idea di redigere un memorandum prese piede nella SANU in una sessione di incontri avviata il 23 maggio del 1985, nel contesto del simposio annuale dell'accademia. Nel giugno successivo fu istituita una commissione speciale di sedici membri, cui fu affidato il compito. In totale, furono ventitré gli organici e gli associati della SANU coinvolti nello studio. Nel frattempo erano in corso i preparativi del centesimo anniversario della nascita della SANU, che cadeva il 1º novembre 1986.
Estratti del documento finirono pubblicati il 24 e il 25 settembre del 1986 sulla Večernje novosti, il maggiore periodico belgradese dell'epoca: il documento, ancora soltanto una bozza incompleta, fu sottratto da un giornalista, genero di uno degli autori, nel settembre 1986, che ne denunciò le parti più compromettenti in un articolo intitolato Ponuda beznađa ('l'offerta della disperazione'). Il lavoro sul documento non venne più ripreso e anzi le autorità serbe ne vietarono la diffusione.
Nel gennaio del 1987, pochi mesi dopo l'apparizione del Memorandum, furono pubblicati i Contributi al Programma Nazionale Sloveno (Prispevki za Slovenski nacionalni program, pubblicati su Nova revija). I Contributi avevano iniziato a prendere forma prima del Memorandum e furono anzi essi stessi a sollecitare la redazione di un documento di programmazione politica nazionale anche dal punto di vista serbo. I punti di vista delle accademie serba e slovena erano del tutto opposti: gli accademici serbi militavano per una ricentralizzazione del potere e per l'autarchia economica, mentre gli accademici sloveni erano favorevoli ad una apertura nei confronti della Comunità economica europea. Il dissidio tra l'opzione centralista, che auspicava la fusione in un unico Stato omogeneo delle singole repubbliche socialiste federate, e la decentralizzazione era stato al centro del dibattito che aveva aperto la questione nazionale jugoslava nel secondo dopoguerra, quello tra Ćosić e il filosofo sloveno Dušan Pirjevec, svoltosi tra il 1961 e 1962.

## Contenuto
Il memorandum, nell'analizzare i problemi della nazione jugoslava, affermava con forza che la storia dei serbi fosse caratterizzata dal sacrificio per gli altri (in particolare come baluardo del cristianesimo contro l'Islam) e da una atavica ingratitudine degli altri popoli europei nei propri confronti, che la loro etnia risultasse sfavorita dalla competizione interna tra le repubbliche federate e che addirittura essa fosse sottoposta ad un genocidio strisciante. Il memorandum denunciava poi lo sfruttamento economico a cui ad avviso degli autori era sottoposta la Serbia, rivendicava al governo della Repubblica piena sovranità sul territorio e quindi l'abolizione delle provincie autonome del Kosovo (a sud) e della Voivodina (a nord), e l'instaurazione di una piena integrità nazionale e culturale serba, foss'anche prescindendo dai confini federali.
Più in particolare, nella prima parte del memorandum, le cause della crisi jugoslava erano ascritte all'eccessivo protagonismo delle singole repubbliche, così come inquadrate dalla Costituzione del 1974: tali spinte autonomiste avevano, ad avviso degli autori, bloccato ogni iniziativa di riforma economica e sprecato miliardi di dollari di crediti esteri. I contenuti più dichiaratamente xenofobi si trovano nella seconda parte del documento. Secondo i suoi autori, il maresciallo Tito e i suoi collaboratori, segnatamente lo sloveno Edvard Kardelj, avevano costruito la federazione sul principio per cui "una Serbia debole fa una Jugoslavia forte". Solo una revisione costituzionale relativa all'autonomia della provincia del Kosovo, che garantisse pieni poteri ai serbi in quelle terre, avrebbe fermato quella che gli autori denunciavano come "aggressione albanese" (del clima minaccioso che i serbi avrebbero patito in Kosovo aveva già parlato Ćosić nel 1968).

## Reazione
Il memorandum venne ufficialmente stigmatizzato dal governo della Repubblica Federale Socialista di Jugoslavia, nonché dalla Lega dei Comunisti di Jugoslavia e dal governo della Repubblica Socialista di Serbia, per incitazione al nazionalismo.
A giudizio di Ivan Stambolić la reazioni politiche nei confronti del memorandum furono molto differenziate anche dentro la Lega dei Comunisti. Esso, infatti,
Fin dalla pubblicazione, in molti ritennero che fosse Ćosić il vero autore del memorandum e, con il passare del tempo, questa convinzione divenne persuasione, soprattutto nel pubblico non serbo. L'accademico serbo negò però sempre ogni partecipazione attiva al progetto. Quel che è certo è che il pensiero di Ćosić fu assai influente sui contenuti del memorandum. D'altra parte, egli fu sempre a suo agio con quei contenuti, per cui non è facile intendere perché avrebbe dovuto negare una sua partecipazione diretta.
Slobodan Milošević, che era stato posto alla presidenza del Comitato centrale della Lega dei Comunisti di Serbia da Stambolić nel maggio del 1986, dichiarò pubblicamente, nel febbraio 1987, che la posizione della Lega dei Comunisti era chiara, che la bozza andava condannata e che era inammissibile criticare Tito. D'altra parte, Milošević adottò un atteggiamento cauto. Egli, infatti, stava preparando il campo per un attacco all'autorità di Stambolić da un terreno di pura ortodossia socialista. Quando effettivamente riuscì a estromettere Stambolić, finendo a capo della Lega dei Comunisti di Jugoslavia (settembre 1987), dalla stampa serba sparì ogni tipo di critica al Memorandum. Fu solo nel 1989 che il quindicinale serbo Duga pubblicò interamente la bozza, ma già prima essa era diventata una dei documenti più citati di Jugoslavia.

## Galleria d'immagini

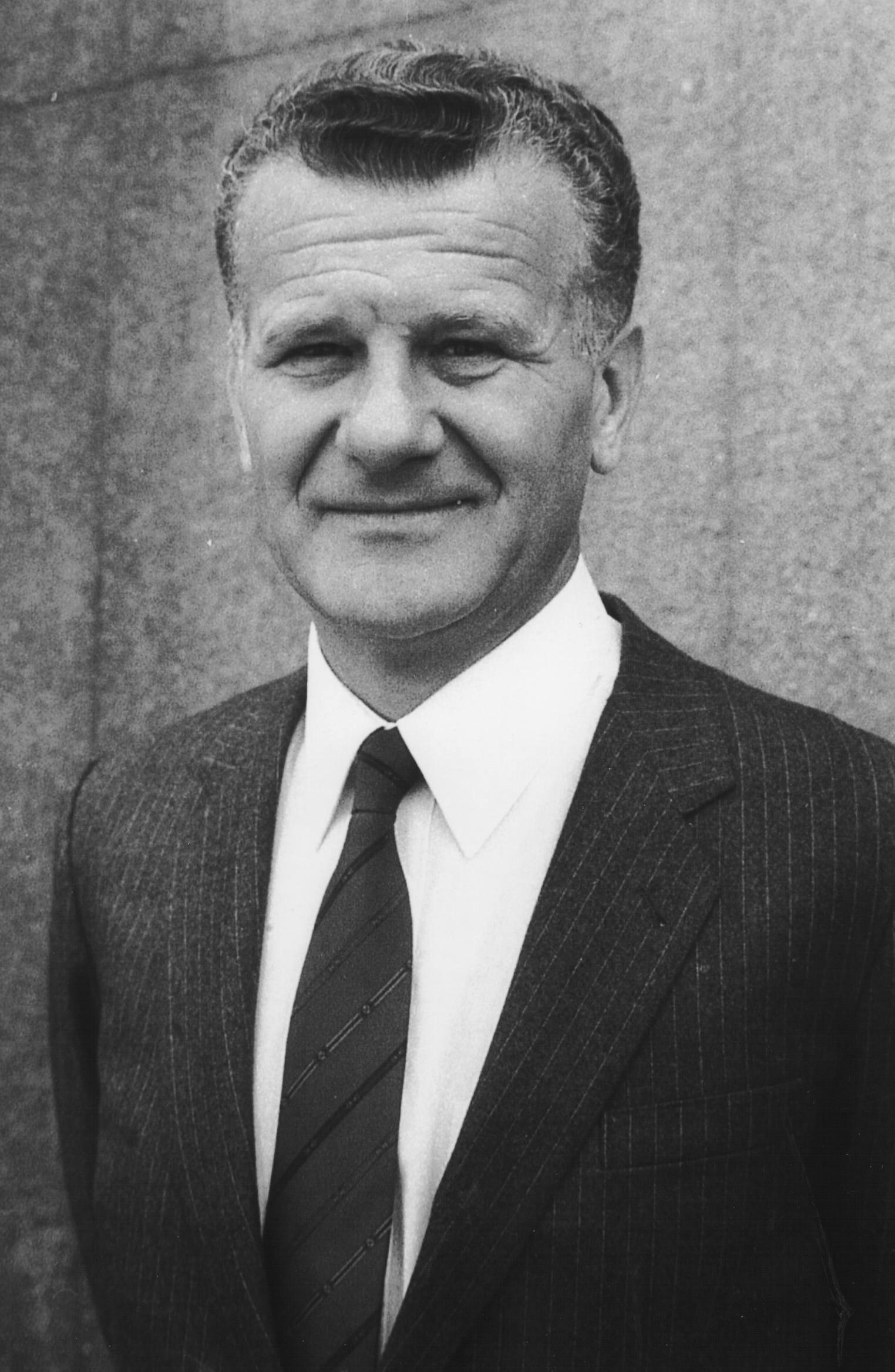
Ivan Stambolić nel 1986, fotografato da Stevan Kragujević
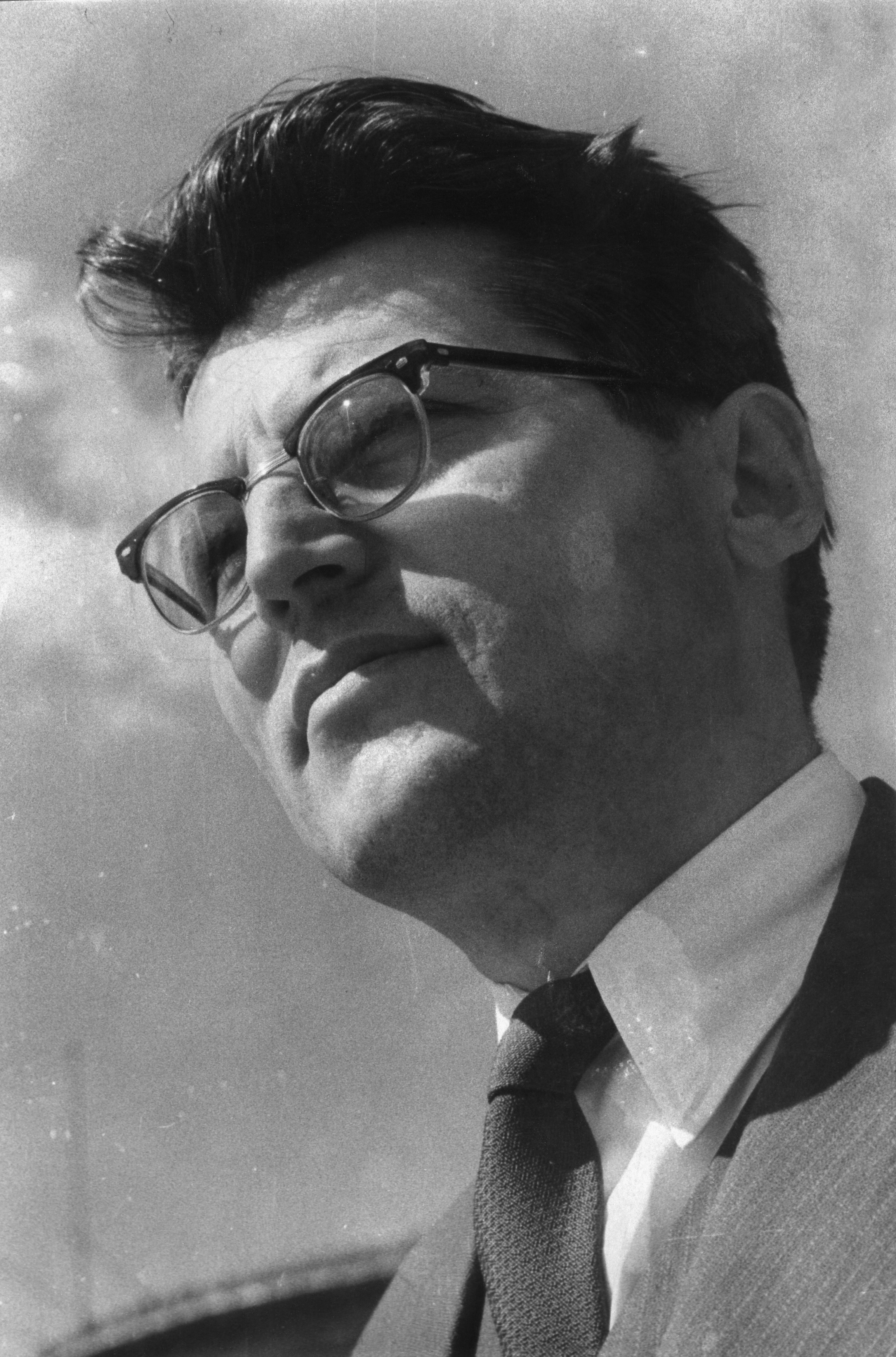
Dobrica Ćosić nel 1961, fotografato da Kragujević
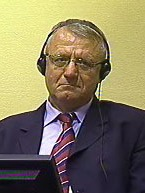
Vojislav Šešelj nel 2009 (foto ICTY)
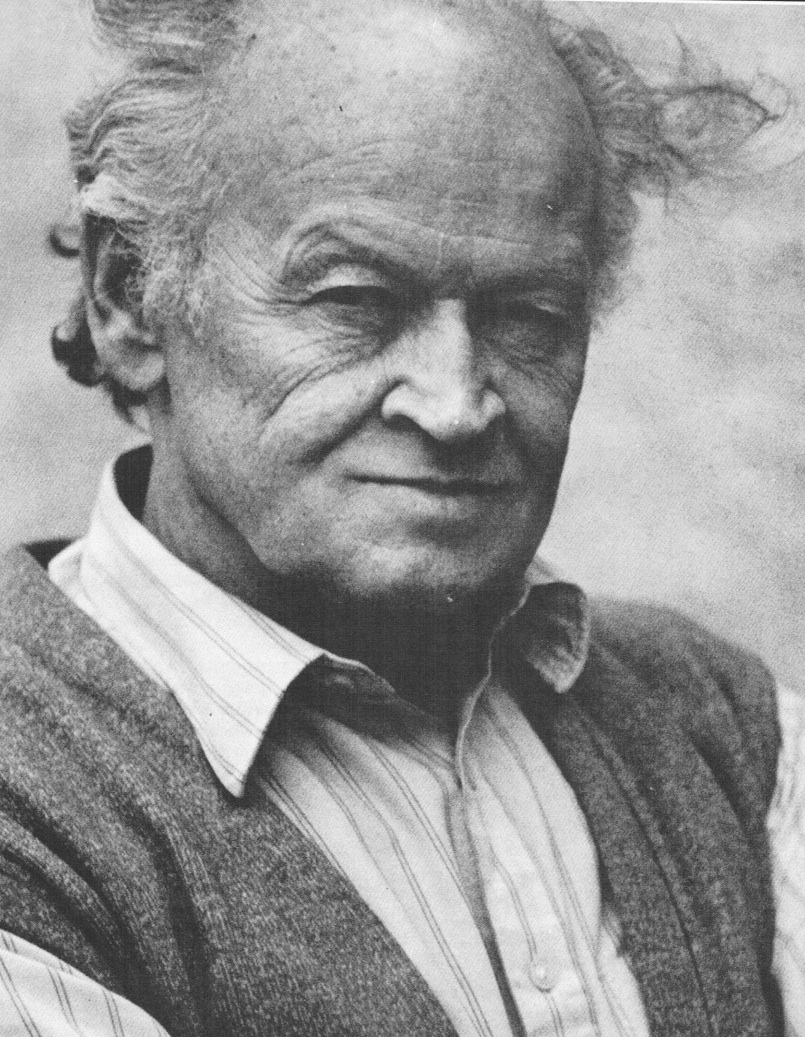
Mihailo Marković nel 1994
Slobodan Milošević fotografato da Kragujević negli anni ottanta